# Fissidentalium
Fissidentalium là một chi động vật thân mềm thuộc họ Dentaliidae.
Chi này có phạm vi phân bố toàn cầu.

## Các loài
Các loài:
- Dentalium badense (Hörnes, 1856)
- Dentalium granadanum (Anderson, 1929)
- Dentalium mawsoni Ludbrook, 1956